# ルネ・レイボヴィッツ
ルネ・レイボヴィッツ（René Leibowitz, 1913年2月17日 ワルシャワ - 1972年8月29日 パリ）はポーランド出身のユダヤ系作曲家・指揮者・音楽理論家。ウィーンに留学し、亡命先のフランスを拠点に、西欧全土に新ウィーン楽派の作曲技法を伝播する上で貢献した。解釈の正当性をめぐって議論は多いが、卓越した指揮者としても活躍、伝統的なレパートリーをステレオ録音で残した。
仏語読みに準じる姓の表記はレボヴィツないしはレボヴィス、独語読みではライボヴィッツ、英語読みではリーボウィツのようになる。イスラエルの化学者イェシャヤフ・レイボヴィツ は従兄弟である。

## 略歴
1930年代初頭にシェーンベルクとヴェーベルン、ラヴェルに作曲と管弦楽法を師事と多くの音楽辞典に書かれているが、実際にはヴェーベルンに基礎を2年間学んだのみで作曲はほぼ独学だともされている。今日では、同じく亡命したユダヤ系のエーリッヒ・イトル・カーンがもたらしたシェーンベルクらの作品を通して十二音技法に精通したことが判明しているが、カーンが若くして亡くなり、レイボヴィッツが作成したプロフィールが長く出版物で流布したことから、レイボヴィッツの初期の経歴については近年まで不明確な点が多かった。
1947年にパリで国際室内楽フェスティバルを開催し、新ウィーン楽派の作品のほとんどを上演する。これらの作曲家の評価を確立するにあたって、音楽家や教育者として影響力を発揮した。ハンフリー・サールと共に「セリエル」という用語を広めた一人でもあるが、彼自身はシェーンベルクの作風の継承に努め、トータル・セリエリスムからは距離を置いた。そのため、ヴェーベルンの影響を受けたブーレーズら門人から見放されたと世間では評された。
著書『シェーンベルクとその楽派』、『十二音技法とは何か』『十二音音楽入門』は第二次世界大戦終戦直後の時期にまだ十二音技法を良く知らなかった各国の作曲家達に大きな影響を与えた。日本では戸田邦雄が抑留されていたサイゴンで『シェーンベルクとその楽派』を入手し、これが入野義朗や柴田南雄に伝わった。入野は後にディカ・ニューリンによる本書の英訳本から日本語に翻訳した。
主要な門人にピエール・ブーレーズ、ジャック＝ルイ・モノ、セルジュ・ニグ、ヴィンコ・グロボカール、ミキス・テオドラキス、アンドレ・カザノヴァ、アントワーヌ・デュアメル、ハンス・ウェルナー・ヘンツェ、ジャネ・マギール、ピエール・アンリ、キース・ハンブル、アラン・ペッテション、ハンス・ウルリヒ・エンゲルマン、指揮者ディエゴ・マッソン、打楽器奏者ジャン＝ピエール・ドゥルー、ピアニストのクロード・エルフェがいる。
知的な人柄に惹かれて周囲に集まった文人や哲学者・芸術家が多く、ジョルジュ・バタイユ、トリスタン・ツァラ、レイモン・クノー、ミシェル・レリス、ジョルジュ・ランブール、ダニエル＝アンリ・カーンヴェレール、アンドレ・マッソン、モーリス・メルロー＝ポンティ、クロード・レヴィ＝ストロース、テオドール・アドルノらと親しく、そのうち何人かはレイボヴィッツから作品を献呈され、また文学者の場合はそのテクストに曲付けされている。
指揮者としては多くの録音を残しているが、とりわけリーダーズ・ダイジェスト・レコーディングスによって頒布されたベートーヴェンの交響曲全集が著名である。レイボヴィッツによる全集は、ベートーヴェン自身のオリジナルなメトロノーム記号に出来るだけ従おうとした最初の録音である。この解釈をとるにあたって、レイボヴィッツは友人ルドルフ・コーリッシュから影響を受けていた。また、ムソルグスキー（リムスキー=コルサコフ編）のはげ山の一夜の録音では、原曲を大幅に改変した上、ウィンド・マシーンまでも駆使して演奏効果を加えるなどの大胆な解釈を示している。ほかにジャック・オッフェンバックのオペレッタや、シェーンベルクの《グレの歌》も録音した。
批評家としてはジャン・シベリウスを「世界最悪の作曲家」とまで酷評し、アメリカに亡命後のバルトーク・ベーラも非難した。
1972年にパリで急死するまでに100曲近くの作品を残したが、それらのほとんどは生前には演奏されず、自身も公表することはなかった。
作曲家としては以下のような作品を残しているが、演奏家・理論家・教師としての名声の反面、トータル・セリエリズムに進まなかったこともあって創作面ではいまだに評価が定まっていない。それでも、前衛の停滞後は録音が増えている。

## 作品

### 交響曲
- 交響曲 作品4 (1941)
- 語り手と管弦楽のための劇的交響曲《無窮動：都市 Perpetuum Mobile: The City 》- A Dramatic Symphony for Narrator and Orchestra （台本：ウィリアム・カーロス・ウィリアムズ） 作品24 (1951)
- 独唱者とナレーター、混声合唱と管弦楽のための交響曲《生と死の夢 Träume vom Tod und vom Leben 》 - Eine Symphonie für Soli, Sprecher, gemischten Chor und Orchester （歌詞：ハンス・アルプ） 作品33 (1954-55)
- 室内シンフォニエッタ Sinfonietta da Camera 作品55 (1961)

### 管弦楽曲
- 管弦楽のための変奏曲 Variationen für Orchester 作品14 (1945)
- 6つの管弦楽曲 Sechs Orchesterstücke 作品31 (1954)
- 管弦楽のための交響的幻想曲 Symphonische Fantasie für Orchester 作品39 (1956)
- 序曲 Ouvertüre für Orchester 作品48 (1958)
- 弦楽合奏のための3つのバガテル Drei Bagatellen für Streichorchester 作品51 (1958)
- ジャズ・バンドのための幻想曲《芸術至上主義 Art for Art's Sake 》- A Fantasia for Jazz Orchestra 作品52 (1959)
- 管弦楽のための交響的ラプソディ Symphonische Rhapsodie für Orchester 作品63 (1965)

### 協奏曲
協奏曲に類するものも含む。
- ヴァイオリン、ピアノと17の楽器のための二重協奏曲 Doppelkonzert für Violine, Klavier und 17 Instrumente 作品5 (1942)
- 9楽器のための室内協奏曲 Kammerkonzert für neun Instrumente 作品10 (1944)
- 12楽器のための室内協奏曲 Kammerkonzert für zwölf Instrumente 作品16 (1948)
- Concertino für Viola und Kammerorchester 作品35 (1954)
- Rhapsodie Concertante für Violine und Klavier 作品36 (1955)
- ピアノ協奏曲 Concerto für Klavier und Orchester 作品32 (1954)
- 4手ピアノのためのコンチェルティーノ Concertino für Klavier vierhändig 作品47 (1958)
- ヴァイオリン協奏曲 作品50 (1958)
- トロンボーンと管弦楽のためのコンチェルティーノ Concertino für Posaune und Orchester 作品53 (1960)
- チェロ協奏曲 作品58 (1962)

### 舞台作品
- 3幕の楽劇《 La Nuit Close 》 （台本：ジョルジュ・ランブール） 作品17 (1947-50)
- 3幕の歌劇《 La Circulaire de Minuit 》（台本：ジョルジュ・ランブール） 作品30 (1953)
- 1幕のオペラ・ブッファ《ヴェネツィアのスペイン人 Les Espagnols à Vénise 》（台本：ジョルジュ・ランブール）作品60 (1964)
- 1幕の楽劇《迷宮 Labyrinthe 》（台本：作曲者自身、原作：シャルル・ボードレール）作品85 (1969)
- 2幕と5場からなる歌劇《 Todos Caeràn 》（台本：作曲者自身）作品91 (1971)

### 室内楽曲
- 管楽三重奏のための10のカノン Zehn Kanons für Bläsertrio 作品2 (1939)
- 弦楽四重奏曲 第1番 作品3 (1940)
- 管楽五重奏曲 Bläserquintett 作品11 (1944)
- ヴァイオリン・ソナタ Sonate für Violine und Klavier 作品12a (1944)
- フルート・ソナタ Sonate für Flöte und Klavier 作品12b (1944)
- ピアノ三重奏曲 作品20 (1950)
- 弦楽四重奏曲 第2番 作品22 (1950)
- チェロとピアノのための二重奏曲 作品23 (1951)
- 弦楽四重奏曲 第3番 作品26 (1951)
- クラリネットとピアノのための小品  作品29 (1952)
- Serenade für Bariton und acht Instrumente (T: Friedrich Hölderlin, Clemens Brentano) 作品38 (1955)
- Capriccio für hohen Sopran und neun Instrumente (T: Friedrich Hölderlin) op.41 (1956)
- 弦楽三重奏曲 作品42 (1956)
- 打楽器奏者のための6つのユモレスク Humoresque für sechs Schlagzeuger 作品44 (1957)
- 弦楽四重奏曲 第4番 作品45 (1958)
- 無伴奏ヴァイオリンのための幻想曲 Fantasie für Violine Solo 作品56 (1961)
- 弦楽四重奏曲 第5番 作品59 (1963)
- トロンボーンとピアノのための4つのバガテル Quatre bagatelles 作品61 (1963)
- 弦楽四重奏卿 第6番 作品65 (1965)
- ヴァイオリンとピアノのための組曲 Suite für Violine und Klavier 作品66 (1965)
- フルートとヴィオラ、ハープのためのソナチネ Sonatina für Flöte, Viola und Harfe 作品69 (1966)
- ヴィブラフォンのための3つの奇想曲 Trois Caprices für Vibraphon 作品70 (1966)
- 弦楽四重奏曲 第7番 作品72 (1966)
- フルートと弦楽器合奏のための奇想曲 Capriccio für Flöte und Streicher 作品79 (1967)
- 9楽器のための組曲 Suite für neun Instrumente 作品81 (1967)
- 弦楽四重奏曲 第8番 作品83 (1968)
- サックス四重奏曲 作品84 (1969)
- ピアノのための3つの間奏曲 Tre Intermezzi per pianoforte 作品87 (1970)
- クラリネット六重奏曲 作品90 (1970)
- 弦楽四重奏曲 第9番 作品93 (1972)

### ピアノ曲
- ピアノ・ソナタ 作品1 (1939)
- 4つのピアノ曲 Vier Klavierstücke 作品8 (1943)
- 3つのピアノ曲 Drei Klavierstücke 作品19 (1949)
- ピアノのための幻想曲 Fantasie für Klavier 作品27 (1952)
- ピアノのための6つの小品 Sechs kurze Klavierstücke 作品28 (1952)
- ピアノのための幻想風ソナタ Sonata quasi una Fantasia für Klavier 作品43 (1957)
- ピアノのためのトッカータ Toccata pour piano 作品62 (1964)
- ピアノのための3つの刹那的練習曲 Trois Ètudes miniatures  作品64 (1965)
- ピアノのための小組曲 Petite Suite 作品75 (1966)
- ピアノのためのロンド・カプリッチョーゾ Rondo capriccioso für Klavier 作品78 (1967)

### 声楽曲
- バスとピアノのための6つの歌曲 Sechs Lieder für Bass und Klavier 作品6 (1942)
- ソプラノと室内オーケストラのための演奏会用アリア《旅人還らず  Tourist Death 》（歌詞：アーチボード・マクリーシュ） 作品7 (1943)
- ソプラノとピアノのための4つの歌曲 Drei Lieder für Sopran und Klavier （歌詞：パブロ・ピカソ） 作品9 (1943)
- 無伴奏混声合唱のための《エンペドクレス Empedokles für gemischten Chor a cappella 》（歌詞：フリードリヒ・ヘルダーリン） 作品13 (1944/45)
- L'explication des Metaphores （歌詞：レイモン・キノー） 作品15 (1947)
- ソプラノとピアノのための4つの歌曲 Vier Lieder für Sopran und Klavier （歌詞：ミシェル・レリス） 作品18 (1949)
- L'Emprise du Donné 作品21 (1950)
- ソプラノとピアノのための5つの歌曲 Fünf Lieder für Sopran und Klavier 作品25 (1951)
- ソプラノとピアノのための4つの歌曲 Vier Lieder für Sopran und Klavier （歌詞：ジェームス・ジョイス） 作品34 (1954)
- La Notte (T: Angelo Poliziano), Epigramma (T: Torquato Tasso) und A se stesso (T: Giacomo Leopardi) für gemischten Chor 作品37 (1955)
- The Renegade für gemischten Chor und Instrumente (T: Lionel Abel) op.40 (1956)
- ソプラノと6楽器のための《ジョルジュ・ランブールの3つの詩 Trois Poèmes de Georges Limbour 》作品46 (1958)
- ソプラノとピアノのための連作歌曲集《ダモクレス Damocles 》（詩：ミシェル・レリス）作品49 (1958)
- ソプラノとピアノのための2つの歌曲（歌詞：エメ・セゼール）作品67 (1965)
- メゾソプラノ、男声合唱と管弦楽のための交響的カンタータ《祈り A Prayer 》 （台本：ジェイムズ・ジョイス） 作品68 (1965)
- 無伴奏合唱のための《ウィリアム・ブレイクによる2つの旋律 Two Settings after William Blake 》作品71 (1966)
- バスとピアノのための《ジョルジュ・バタイユの3つの詩 Trois Poèmes de Georges Bataille 》作品73 (1966)
- Motifs für Sprecher und Instrumente （台本：ジョルジュ・ランブール）作品74 (1967)
- ソプラノとピアノのための2つの詩 Deux Poèmes （歌詞：ミシェル・ロリス）作品76a (1966)
- 児童の声と器楽のための3つのメロドラマ《ダダの唄 Chanson Dada 》（歌詞：トリスタン・ツァラ）作品76b (1966)
- ソプラノと5つの楽器のためのソネット （歌詞：e・e・カミングス） 作品77 (1967)
- バスとピアノのための歌曲 Vier Lieder für Bass und Klavier （歌詞：カール・アインシュタイン） 作品80 (1967)
- ソプラノ、ピアノと管弦楽のための《伝説 Legend 》（歌詞：ハート・クレイン）作品82 (1968)
- バスとピアノのための4つの歌曲 Vier Lieder für Bass und Klavier （歌詞：パウル・ツェラン）作品86 (1969)
- 語り手、女性と器楽のための小カンタータ《 Laboratoire Central 》（歌詞：マックス・ジャコブ）作品88 (1970)
- ソプラノと管弦楽のためのシェーナとアリア Szene und Arie für Sopran und Orchester （歌詞：ゲオルク・ハイム）作品89 (1970)
- 四重唱とピアノのための《ピエール・レヴェルディの3つの詩 Trois Poèmes de Pierre Reverdy 》作品92 (1971)

### 未分類
- 不真面目変奏曲「マリファナ Marijuana 」- Variations non sérieuses 作品54 (1960)
- 序奏、葬送行進曲とファンファーレ Introduktion, Trauermarsch und Fanfare 作品57 (1961)